# Campeonato Paulista de Futebol de 1928 (LAF)
O Campeonato da Liga dos Amadores de Foot-ball de 1928 foi a 3.ª edição do campeonato organizado pela LAF, jogado pelos clubes paulistas filiados a esta liga. É reconhecido como legítima edição do Campeonato Paulista de Futebol pela FPF. O  campeão foi o Internacional. O artilheiro foi Arthur Friedenreich da equipe do Paulistano com 29 gols.
O Internacional e o Paulistano terminaram empatados em 33 pontos e sendo necessário os dois clubes jogar uma partida de desempate que foi vencida pelo Internacional.

## Jogo de desempate
Internacional 2 x 0 Paulistano

## Premiação
| Campeão Paulista de 1928 (Campeonato da LAF) |
| -------------------------------------------- |
| INTERNACIONAL (2º título)                    |

## Classificação final
| Classificação - Final | Classificação - Final   | Classificação - Final | Classificação - Final | Classificação - Final | Classificação - Final | Classificação - Final | Classificação - Final | Classificação - Final | Classificação - Final |
| Time | Time                    | PG                    | J                     | V                     | E                     | D                     | GP                    | GC                    | SG                    |
| --- | ----------------------- | --------------------- | --------------------- | --------------------- | --------------------- | --------------------- | --------------------- | --------------------- | --------------------- |
| 1 | Internacional           | 35                    | 23                    | 15                    | 5                     | 3                     | 63                    | 32                    | 31                    |
| 2 | Paulistano              | 33                    | 23                    | 15                    | 3                     | 5                     | 61                    | 24                    | 37                    |
| 3 | Hespanha                | 30                    | 22                    | 13                    | 4                     | 5                     | 52                    | 38                    | 14                    |
| 4 | Ponte Preta             | 30                    | 22                    | 13                    | 4                     | 5                     | 60                    | 37                    | 23                    |
| 5 | Atlético Santista       | 26                    | 22                    | 10                    | 6                     | 6                     | 57                    | 31                    | 26                    |
| 6 | São Bento               | 23                    | 22                    | 9                     | 5                     | 8                     | 41                    | 40                    | 1                     |
| 7 | Independência/Sant'Anna | 18                    | 22                    | 8                     | 2                     | 12                    | 50                    | 58                    | - 8                   |
| 8 | Antarctica              | 18                    | 22                    | 6                     | 6                     | 10                    | 40                    | 54                    | - 14                  |
| 9 | Paulista                | 17                    | 22                    | 7                     | 3                     | 12                    | 29                    | 43                    | - 14                  |
| 10 | Germânia                | 13                    | 22                    | 5                     | 3                     | 14                    | 48                    | 66                    | - 18                  |
| 11 | União Lapa              | 12                    | 22                    | 5                     | 2                     | 15                    | 28                    | 86                    | - 58                  |
| 12 | AA das Palmeiras        | 11                    | 22                    | 4                     | 3                     | 15                    | 35                    | 55                    | - 20                  |
| PG - pontos ganhos; J - jogos; V - vitórias; E - empates; D - derrotas; GP - gols pró; GC - gols contra; SG - saldo de gols |                         |                       |                       |                       |                       |                       |                       |                       |                       |